# Monsieur Beaucaire (operett)

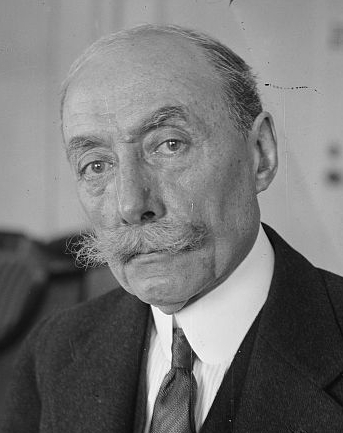
André Messager

Monsieur Beaucaire är en opera i tre akter med musik av André Messager. Libretto skrevs av Frederick Lonsdale och sångtexterna av Adrian Ross. Librettot bygger på romanen med samma namn av Booth Tarkington.

## Historia
Operan hade premiär på Prince of Wales Theatre i Birmingham i England den 7 april 1919, varefter den öppnades på Prince's Theatre i London under ledning av Frank Curzon den 19 april 1919 och senare på Palace Theatre den 29 juli 1919.
Monsieur Beaucaire sattes även upp på Broadway 1919-20 och senare i många nypremiärer och internationella turnéer. Den franska premiären försenades på grund av svårigheter att hitta en lämplig teater; den gavs på Théâtre Marigny i Paris den 21 november 1925 i en fransk bearbetning av André Rivoire och Pierre Veber, och med Marcelle Denya, Renée Camia och André Baugé i huvudrollerna. 1955 blev den en del repertoaren på Opéra-Comique i Paris med Jacques Jansen och Denise Duval.
1925 berättade Messager att han hade börjat arbeta på Monsieur Beaucaire efter ett möte med impresarion Gilbert Miller 1916. Messagers son sade att merparten av verket komponerades under sommaren 1917 i Étretat.  Messagers karriär i London, vilken även bestod av en sex års anställning som musikchef på Covent Garden, avslutades med Monsieur Beaucaire, hans andra och sista opera på engelska. Förutom avsevärt unyttjande av valser, förekommer flera inslag av neoklassicism i partituret. Några av de mest populära sångerna är "I do not know", "Red Rose" och "Philomel".

## Roller
- Monsieur Beaucaire
- Philippe Molyneux
- Frederick Bantison
- Rakell
- François
- Duke of Winterset
- Beau Nash
- Townbrake
- Captain Badger
- Joliffe
- Bicksitt
- The Marquis de Mirepox
- Lucy
- Countess of Greenbury
- Girl
- Lady Mary Carlisle

## Musiknummer
Prolog
- "Voyageur's Song" – Kör
- "Red Rose" – Monsieur Beaucaire
- "Going to the Ball" – Philip Molyneux, Beaucaire och Duke of Winterset

Akt I
- "The Beaux and the Belles of Bath" – Öppningskör
- "A Little More" – Lucy och Molyneux
- "Come with Welcome" – Kör
- "I do not know" – Lady Mary Carlisle
- "Who is this?" – Kör
- "English Maids" – Beaucaire
- "Lightly, Lightly" – Lady Mary och Beaucaire
- "No Offence" – Molyneux, Beaucaire, Captain Badger och Winterset
- Akt I Final

Akt II
- "Pastoral Fete" – Kör
- "When I was King of Bath" – Beau Nash
- "That's a Woman's Way" – Lucy
- "Philomel" – Lady Mary
- "Honour and Love" – Molyneux
- "Say No More" – Lady Mary och Beaucaire
- Akt II Final

Akt III
- "Have you heard?" – Öppningskör
- "The Honours of War" – Rakell, Townbrake, Joliffe, Badger, Frederick Bantison och Bicksitt
- "We are not speaking now" – Lucy och Molyneux
- "Under the Moon" – Beaucaire
- "What are Names?" – Lady Mary och Beaucaire
- "Way for the Ambassador" – Kör
- "A Son of France" – Marquis de Mirepoix
- Akt III Final

Komplement
- "Gold and Blue and White" – Beaucaire